# 琼瑠起义
琼瑠起义是1956年11月2日至14日北越乂安省琼瑠县爆发的一场反抗共产党政权的暴动。暴动的原因是越南共产党推行的土地改革在农民间引发不满。期间有约2万名农民参加武装暴动，越南政府不得不调遣精锐的越南第325师进行镇压，6000位农民被杀或被迫迁移。